# Riba de Saelices
Riba de Saelices település Spanyolországban, Guadalajara tartományban. Riba de Saelices Ablanque, Huertahernando, Esplegares, Saelices de la Sal, Anguita és Mazarete községekkel határos. Lakosainak száma 94 fő (2024).

## Népesség
A település népessége az utóbbi években az alábbiak szerint változott:
| Lakosok száma | 168  | 168  | 158  | 130  | 130  | 118  | 103  | 105  | 106  | 94   |
|               | 2001 | 2004 | 2006 | 2009 | 2011 | 2014 | 2016 | 2019 | 2021 | 2024 |